# Eric Granado
Eric Granado (ur. 10 czerwca 1996 w São Paulo) – brazylijski motocyklista.

## Kariera
Granado rozpoczął swoją karierę w 2003 roku, wtedy to wygrał regionalne Mistrzostwo São Paulo, został też wicemistrzem w innych lokalnych zawodach. Zaledwie w wieku 9 lat ustanowi nowył rekord, zostając najmłodszym zwycięzcą wyścigu Mini GP w Brazylii, triumfował również po raz pierwszy w międzynarodowych zawodach (Hiszpańskie MiniGP 70cm3, sezon 2007), rok później był mistrzem kategorii 80cm3 Mini GP w Hiszpanii.
Z innych wartościowych wyników Granado może pochwalić się piątym miejscem w Mistrzostwach Hiszpanii CEV 2011 (kategoria 125cm3), po tamtym sezonie spełnił swoje marzenie i dołączył do MMŚ i kategorii Moto2, angaż zapewnił mu team JiR choć Brazylijczyk zmagania rozpoczął dopiero od Grand Prix Wielkiej Brytanii na torze Silverstone. Po bardzo ciężkiej przeprawie z Moto2, Granado zdecydował się zejść szczebel niżej i wybrał kategorię Moto3 jako następny krok w swojej karierze, do dyspozycji dostał motocykl KTM, a jego zespołem była renomowana ekipa Jorge Martineza Aspara, Mapfre Aspar. Słabe wyniki wymusiły zmianę i Granado od 2014 startował z zespołem Calvo, lecz na dwa starty przed zakończeniem sezonu nie jeździł dla teamu.

## Statystyki
| Sezon | Klasa | Motocykl  | 1       | 2      | 3      | 4       | 5       | 6      | 7      | 8       | 9       | 10     | 11     | 12      | 13     | 14     | 15      | 16      | 17     | 18  | Poz | Pkt |
| ----- | ----- | --------- | ------- | ------ | ------ | ------- | ------- | ------ | ------ | ------- | ------- | ------ | ------ | ------- | ------ | ------ | ------- | ------- | ------ | --- | --- | --- |
| 2012  | Moto2 | Motobi    | QAT     | SPA    | POR    | FRA     | CAT     | GBR 31 | NED 23 | GER 26  | ITA 21  | IND 25 | CZE 25 | RSM     | ARA 25 | JPN 27 | MAL Ret | AUS Ret | VAL 29 |     | NS  | 0   |
| 2013  | Moto3 | Kalex KTM | QAT 26  | AME 23 | SPA 19 | FRA 24  | ITA 9   | CAT 26 | NED 28 | GER Ret | IND Ret | CZE 22 | GBR 29 | RSM Ret | ARA 16 | MAL 24 | AUS 21  | JPN 19  | VAL 17 |     | 25  | 7   |
| 2014  | Moto3 | KTM       | QAT Ret | AME 18 | ARG 19 | SPA Ret | FRA DNS | ITA 23 | CAT 23 | NED 19  | GER 14  | IND 22 | CZE 27 | GBR 26  | RSM 21 | ARA 17 | JPN 16  | AUS NW  | MAL    | VAL | 31  | 2   |